# Căn cứ hỏa lực Betty
Căn cứ hỏa lực Betty (còn gọi là Căn cứ Currahee, Bãi đáp Betty hoặc Phan Thiết) là căn cứ hỏa lực cũ của Quân đội Mỹ và Quân lực Việt Nam Cộng hòa (QLVNCH) nằm ở phía nam Phan Thiết thuộc tỉnh Bình Thuận, Việt Nam Cộng hòa.

## Lịch sử

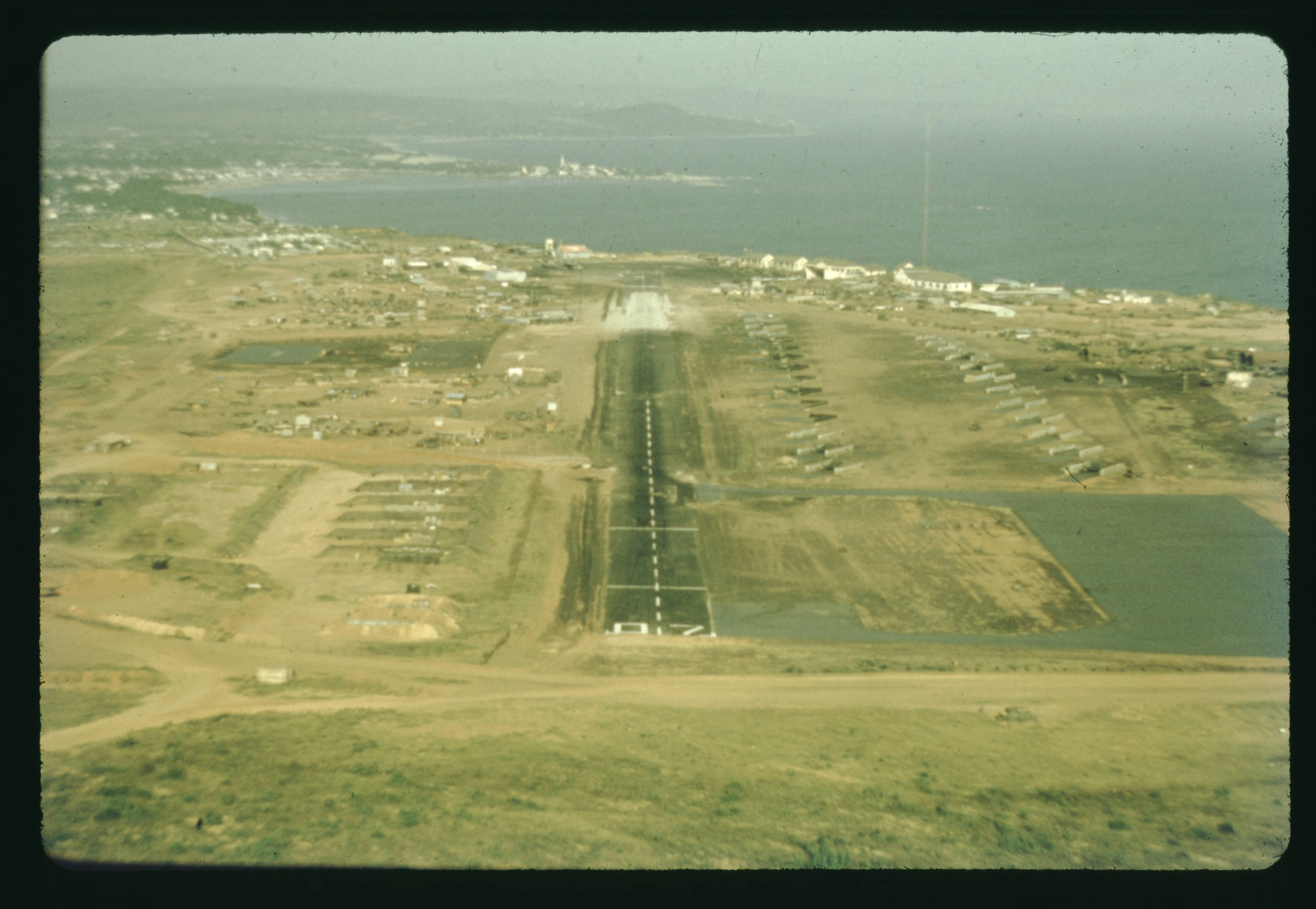
Căn cứ hỏa lực Betty ngày 5 tháng 11 năm 1968.

Căn cứ này được thiết lập tại Sân bay Phan Thiết dưới thời Pháp thuộc, cách thành phố Phan Thiết khoảng 5 km về phía tây nam và cách Quốc lộ 1 2 km về phía đông.
Đơn vị đầu tiên của Quân đội Mỹ đóng tại đây là Tiểu đoàn 2, Trung đoàn 7 Kỵ binh từ tháng 9 năm 1966 đến tháng 12 năm 1967 như một phần của Chiến dịch Byrd.
Đại đội 192 Trực thăng Tấn công đóng tại đây từ tháng 10 năm 1967 đến tháng 1 năm 1971.:122
Tiểu đoàn 3, Trung đoàn 506 Bộ binh đóng quân tại đây từ tháng 2 năm 1968 đến tháng 12 năm 1969, đặt cho căn cứ này cái tên thay thế là Căn cứ Currahee.:159
Tiểu đoàn 1, Trung đoàn 50 Bộ binh đóng quân tại đây từ tháng 10 năm 1969 đến tháng 12 năm 1970.:151
Các đơn vị khác của Quân đội Mỹ đóng tại đây bao gồm:
- Chi đoàn 2, Trung đoàn Kỵ binh 1 (tháng 5 năm 1969)[2]:125
- Tiểu đoàn 5, Trung đoàn 27 Pháo binh[2]:102
- Tiểu đoàn 2, Trung đoàn 320 Pháo binh[2]:108
- Trung đội 3, Đại đội Quân cảnh 272

Sáng ngày 25 tháng 2 năm 1968, căn cứ này bị trúng đạn súng cối và rocket của Quân đội Nhân dân Việt Nam (QĐNDVN) làm nổ tung một hầm đạn và theo sau là đợt xung kích của đặc công QĐNDVN. Phía Mỹ có ba người chết và 29 người bị thương, còn phía QĐNDVN có 21 người chết và một người bị bắt làm tù binh.
Ngày 24 tháng 4 năm 1969, một chiếc Douglas DC-3 của hãng Far Eastern Air Transport bị hư hỏng không thể sửa chữa được khi hạ cánh xuống sân bay này.
Ngày 3 tháng 5 năm 1970, pháo binh và đặc công QĐNDVN đã tiến đánh vào căn cứ này khiến 5 người Mỹ thiệt mạng và 25 người bị thương.

## Hiện tại
Căn cứ này bị bỏ hoang và được chuyển sang làm đất nông nghiệp và nhà ở. Sân bay cũ nay là đường Trương Văn Lý.